# Championnat de France de football de troisième division 1936-1937
Le championnat de France de football de Division Régionale 1936-1937 se joue avec une poule unique de 10 clubs. La compétition est remportée par le RC Arras qui accède à la deuxième division en compagnie de l'US Tourcoing.
Cette saison est la seule où un championnat de France professionnel de troisième division a lieu. Cette saison ne sera pas reconnue dans le palmarès de la FFF.

## Historique
La création d'une troisième division professionnelle est actée le 20 mai 1936. Les clubs candidats sont reçus ce jour par la Commission du Groupement spécial de la Fédération française de football association. L'idée d'origine est de constituer trois groupes : Nord, Sud et Ouest.
Pour la poule Nord, six clubs donnent leur accord ferme pour participer : l'US Tourcoing, le SC Abbeville, l'US Pontoise, le RC Forbach et l'AS Raismes. Les deux derniers ne seront finalement par retenus. Deux autres clubs réserve leur réponse, avant de plus accepter : le RC Arras et l'US Longwy.
La poule Sud est annulée, faute de participants. Seuls le Sporting Club nîmois et le Hyères Football Club étaient disposés à remonter une équipe professionnelle.
Le groupe Ouest est dès le départ compromis. Quelques club hésitent pourtant à participer : US Saint-Servannaise et Malouine, FC Lorient ou encore Stade briochin UC. Ce groupe ne sera finalement pas constitué.

## Les 10 clubs participants
| - SC Abbeville - SC Albert - RC Arras - SC Caudry - FC Dieppe | - RC Épernay - AS Hautmont - US Longwy - US Pontoise - US Tourcoing |

## Classement
Une victoire rapporte deux points, un match nul un point et une défaite zéro point.
| Rang | Équipe       | Pts | J  | G  | N | P  | Bp | Bc | Diff |
| ---- | ------------ | --- | -- | -- | - | -- | -- | -- | ---- |
| 1    | RC Arras     | 28  | 18 | 13 | 2 | 3  | 61 | 21 | +40  |
| 2    | US Tourcoing | 25  | 18 | 11 | 3 | 4  | 48 | 33 | +15  |
| 3    | FC Dieppe    | 23  | 18 | 8  | 7 | 3  | 41 | 21 | +20  |
| 4    | US Longwy    | 20  | 18 | 9  | 2 | 7  | 67 | 44 | +23  |
| 5    | SC Albert    | 20  | 18 | 8  | 4 | 6  | 36 | 30 | +6   |
| 6    | AS Hautmont  | 15  | 18 | 5  | 5 | 8  | 42 | 44 | -2   |
| 7    | SC Caudry    | 14  | 18 | 6  | 2 | 10 | 21 | 42 | -21  |
| 8    | SC Abbeville | 14  | 18 | 4  | 6 | 8  | 21 | 48 | -27  |
| 9    | US Pontoise  | 11  | 18 | 3  | 5 | 10 | 23 | 46 | -23  |
| 10   | RC Épernay   | 10  | 18 | 3  | 4 | 11 | 20 | 51 | -31  |

- Accession en deuxième division